# Brachypalpus femorata
Brachypalpus femorata är en tvåvingeart som först beskrevs av Samuel Wendell Williston  1882.  Brachypalpus femorata ingår i släktet mulmblomflugor, och familjen blomflugor. Inga underarter finns listade i Catalogue of Life.